# Андерсон, Сэди
Сэ́ди А́ндерсон (англ. Sadie Anderson) — шотландская кёрлингистка.
В составе женской команды Шотландии участница чемпионата мира 1984 (заняли пятое место). Чемпионка Шотландии среди женщин.
Играла на позиции четвёртого, была скипом команды.
В её честь назван турнир Sadie Anderson Trophy, который проводится в её «родном» кёрлинг-клубе Ayr Curling Club.

## Достижения
- Чемпионат Шотландии по кёрлингу среди женщин: золото (1984).

## Команды
| Сезон   | Четвёртый     | Третий       | Второй         | Первый       | Турниры                      |
| ------- | ------------- | ------------ | -------------- | ------------ | ---------------------------- |
| 1983—84 | Сэди Андерсон | Энни Кеннеди | Марта Макфазин | Джесси Браун | ЧШЖ 1984 · ЧМ 1984 (5 место) |

(скипы выделены полужирным шрифтом)